# ان‌جی‌سی ۵۳۰۷
ان‌جی‌سی ۵۳۰۷ (انگلیسی: NGC 5307) یک سحابی سیاره‌ای در صورت فلکی قنطورس است که در فاصله کمتر از ۳ درجه در شمال شرقی ستاره اپسیلون قنطورس جای دارد. این سحابی در ۱۵ آوریل ۱۸۳۶ توسط ستاره شناس انگلیسی جان هرشل کشف شد.